# Johann Carrasso
Johann Carrasso (Avignone, 7 maggio 1988) è un ex calciatore francese, di ruolo portiere.

## Carriera

### Club

#### Inizi
Cresciuto nelle giovanili di FC Avignone, MJC Avignone, Le Pontet e Montpellier, nel 2006 è stato integrato nella rosa della prima squadra del Montpellier. Dopo una prima stagione senza alcuna presenza, ha debuttato tra i professionisti il 28 agosto 2007, disputando da titolare l'incontro interno di Coupe de la Ligue contro il Digione (1-1, 5-3 ai rigori). In questa stagione, da riserva di Geoffrey Jourdren, ha ottenuto 8 presenze tra campionato e coppe nazionali. Nella stagione successiva ha conquistato il posto da titolare ed ottenuto la promozione in Ligue 1. Nel 2009, dopo aver ottenuto la promozione in Ligue 1, si è rotto il legamento crociato anteriore del ginocchio destro. Rimasto fuori per diversi mesi, non ha collezionato alcuna presenza durante la stagione 2009-2010.

#### Rennes e Monaco
Il 29 giugno 2010 si è trasferito a titolo definitivo al Rennes. Il debutto con la nuova maglia è avvenuto il 22 settembre 2010, in Guingamp-Rennes (3-1), incontro valido per il terzo turno di Coupe de la Ligue. Riserva di Nicolas Douchez, ha militato nel club rossonero per una stagione, totalizzando 4 presenze. Il 19 luglio 2011 si è trasferito in prestito al Monaco, in Ligue 2. In questa stagione ha disputato 11 incontri in campionato e uno in Coppa di Francia.

#### Metz e Stade Reims
Rientrato al Rennes al termine della stagione 2011-2012, il 3 luglio 2012 è stato ceduto in prestito al Metz, club militante in Championnat National. Con il club granata ha ottenuto la promozione in Ligue 2 nella stagione 2012-2013 e la promozione in Ligue 1 nella stagione successiva. Ha militato nel club granata per tre stagioni e mezzo, totalizzando 85 presenze e 95 reti subite. Il 1º febbraio 2016 si è trasferito a titolo definitivo allo Stade Reims. Ha militato nel club biancorosso fino al 2019, totalizzando 47 presenze e 56 reti subite.

### Nazionale
Nel 2007 ha disputato, con la Nazionale Under-19, l'Europeo 2007. Tra il 2008 e il 2010 ha disputato 6 incontri con la Nazionale Under-21.

## Statistiche

### Presenze e reti nei club
| Stagione           | Squadra            | Campionato         | Campionato | Campionato | Coppe nazionali | Coppe nazionali | Coppe nazionali | Coppe continentali | Coppe continentali | Coppe continentali | Altre coppe | Altre coppe | Altre coppe | Totale | Totale |
| Stagione           | Squadra            | Comp               | Pres       | Reti       | Comp            | Pres            | Reti            | Comp               | Pres               | Reti               | Comp        | Pres        | Reti        | Pres   | Reti   |
| ------------------ | ------------------ | ------------------ | ---------- | ---------- | --------------- | --------------- | --------------- | ------------------ | ------------------ | ------------------ | ----------- | ----------- | ----------- | ------ | ------ |
| 2006-2007          | Montpellier        | L2                 | 0+0        | 0          | CF+CDLL         | 0               | 0               | -                  | -                  | -                  | -           | -           | -           | 0      | 0      |
| 2007-2008          | Montpellier        | L2                 | 6          | -7         | CF+CDLL         | 0+2             | -2              | -                  | -                  | -                  | -           | -           | -           | 8      | -9     |
| 2008-2009          | Montpellier        | L2                 | 35         | -30        | CF+CDLL         | 0+0             | 0               | -                  | -                  | -                  | -           | -           | -           | 10     | -21    |
| 2009-2010          | Montpellier        | L1                 | 0          | 0          | CF+CDLL         | 0+0             | 0               | -                  | -                  | -                  | -           | -           | -           | 0      | 0      |
| Totale Montpellier | Totale Montpellier | Totale Montpellier | 41         | -37        |                 | 2               | -2              |                    | -                  | -                  |             | -           | -           | 43     | -39    |
| 2010-2011          | Rennes             | L1                 | 1          | -1         | CF+CDLL         | 2+1             | -7              | -                  | -                  | -                  | -           | -           | -           | 4      | -8     |
| 2011-2012          | Monaco             | L2                 | 11         | -16        | CF+CDLL         | 1+0             | -4              | -                  | -                  | -                  | -           | -           | -           | 12     | -20    |
| 2012-2013          | Metz               | CN                 | 23         | -26        | CF+CDLL         | 3+1             | -5              | -                  | -                  | -                  | -           | -           | -           | 27     | -31    |
| 2013-2014          | Metz               | L2                 | 33         | -27        | CF+CDLL         | 0+0             | 0               | -                  | -                  | -                  | -           | -           | -           | 33     | -27    |
| 2014-2015          | Metz               | L1                 | 21         | -33        | CF+CDLL         | 3+1             | -4              | -                  | -                  | -                  | -           | -           | -           | 25     | -37    |
| 2015-gen. 2016     | Metz               | L2                 | 0          | 0          | CF+CDLL         | 0+0             | 0               | -                  | -                  | -                  | -           | -           | -           | 0      | 0      |
| Totale Metz        | Totale Metz        | Totale Metz        | 77         | -86        |                 | 8               | -9              |                    | -                  | -                  |             | -           | -           | 85     | -95    |
| gen.-giu. 2016     | Stade Reims        | L1                 | 10         | -21        | CF+CDLL         | 0+0             | 0               | -                  | -                  | -                  | -           | -           | -           | 10     | -21    |
| 2016-2017          | Stade Reims        | L2                 | 29         | -28        | CF+CDLL         | 1+0             | 0               | -                  | -                  | -                  | -           | -           | -           | 30     | -28    |
| 2017-2018          | Stade Reims        | L1                 | 3          | -1         | CF+CDLL         | 2+2             | -6              | -                  | -                  | -                  | -           | -           | -           | 7      | -7     |
| 2018-2019          | Stade Reims        | L1                 | 0          | 0          | CF+CDLL         | 0+0             | 0               | -                  | -                  | -                  | -           | -           | -           | 0      | 0      |
| Totale Reims       | Totale Reims       | Totale Reims       | 42         | -50        |                 | 5               | -6              |                    | -                  | -                  |             | -           | -           | 47     | -56    |
| Totale carriera    | Totale carriera    | Totale carriera    | 172        | -190       |                 | 19              | -28             |                    | -                  | -                  |             | -           | -           | 191    | -218   |

## Palmarès

### Club

#### Competizioni nazionali
- Ligue 2: 2

Metz: 2013-2014
Stade Reims: 2017-2018